# Halle am Tillypark
Die Halle am Tillypark (durch Sponsoringvertrag offiziell KIA Metropol Arena) ist eine Mehrzweckhalle im Stadtteil Großreuth bei Schweinau der mittelfränkischen Großstadt Nürnberg. Es ist die Heimspielstätte des Basketballvereins Nürnberg Falcons BC.

## Geschichte
In der Saison ProA 2018/19 stiegen die Nürnberg Falcons BC zwar sportlich auf, jedoch konnte aufgrund der fehlenden notwendigen Hallenstruktur keine Lizenz für die Basketball-Bundesliga erteilt werden. Im Zuge dessen sowie der bereits fehlenden Hallenkapazitäten in Nürnberg wurde durch die Stadt Nürnberg die Planung und der Bau einer Mehrzweckhalle in Auftrag gegeben. Den Auftrag zur Planung und zum Bau wurde an die kommunale Tochter Wbg Nürnberg übertragen.
Die Baugenehmigung wurde am 29. April 2020 erteilt. Als Generalübernehmer wurde die Nüssli Gruppe eingesetzt. Der Bau ist 91 m lang und 55 m breit. Am 22. Juni 2021 wurde der zukünftige Name der Halle präsentiert. Der Kia-Automobilhandel Metropol Automobile ist der Namensgeber. Kia ist seit 2018 Sponsor der Nürnberg Falcons. Die Halle trägt den Namen KIA Metropol Arena. Nach nur 14 Monaten Bauzeit folgte am 25. August 2021 die offizielle Übergabe und Eröffnung. Der Zeit- wie Kostenplan konnten eingehalten werden. Der Bau kostete 40 Mio. Euro.

## Veranstaltungen
Zur Saison ProA 2021/22 wurde die Halle durch den Hauptnutzer Falcons Nürnberg bezogen. Des Weiteren stehen für Galas, Konzerte, Shows, Comedy und andere größere Veranstaltungen eine Geländenutzfläche von 25.000 m² bzw. ca. 4000 Gäste zur Verfügung. Neben Basketball ist die Halle für weitere Sportarten wie unter anderem Handball, Volleyball, Ringen, Futsal oder Rhythmische Sportgymnastik ausgelegt.
In der Halle traten beispielsweise Cro, Alvaro Soler und Jan Böhmermann auf.
2023 fanden die 91. Deutschen Meisterschaften im Tischtennis sowie die European Masters 2023 im Snooker dort statt.

## Technik und Ausstattung
Zur Visualisierung wurde ein vierseitiger LED-Videowürfel mittig unter dem Dach angebracht. Die Halle verfügt über drei feste Tribünen, sowie über eine Teleskoptribüne, welche bei Bedarf genutzt werden kann.

## Anfahrt
Die Halle befindet sich an der Nürnberger Ringstraße Bundesstraße 4 R. Aufgrund der zentralen Lage ist die Halle sehr gut an den öffentlichen Nahverkehr angebunden. Die Bushaltestellen Geisseestraße (Stadtbuslinien 35 und 68) und Am Tillypark (Linien 68 und 69) befinden sich in unmittelbarer Nähe. Des Weiteren sind die U-Bahnhaltestellen Hohe Marter (U2) und Gustav-Adolf-Straße (U3) sowie der S-Bahnhof Schweinau (S4) fußläufig zu erreichen.

## Barrierefreiheit
Die Zugänge sowie die Tribünen wurden barrierefrei gestaltet.